# Lac Laguës
Le lac Laguës est un lac de la chaîne de montagnes des Pyrénées situé dans le département français des Hautes-Pyrénées de la région Occitanie.
Le lac a une superficie de 0,6 ha pour une altitude de 2 035 m .

## Toponymie
Laguës, laguo, lahues : signifie « zone marécageuse », donc le lac marécageux.

## Géographie
Le lac se trouve sur le territoire de la commune de Sazos, dans le Massif d'Ardiden (Pyrénées).

### Topographie
| Lac de l'Espuguette Col de Bat Houradade | Vallon du Bernazau                  | Soum de Lat Grand   |
| Pic Né                                   | lac Laguës                          | Soum de Naou Costes |
| Lac de Pène                              | Lac de Casdabat Lac Grand d'Ardiden | Crête               |

### Hydrographie
Le lac a pour émissaire le Ruisseau de Bernazau, affluent du Gave de Gavarnie qui fait partie du réseau hydrographique de l'Adour.

### Géologie
Le lac Laguës est un lac glaciaire de montagne, dont la formation se passe en trois étapes majeures :
1. À l'Éocène vers −40 Ma se forme la chaîne des Pyrénées à la suite de la remontée vers le nord de la plaque africaine qui entraîne avec elle la plaque ibérique. Cette dernière glisse alors sous la plaque eurasiatique située plus au nord, ce qui entraîne le plissement, le relèvement et le charriage des couches géologiques de la croûte terrestre,.
2. À partir du Pliocène puis surtout du Pléistocène, de −5 Ma à −10 000 ans, un refroidissement général du climat entraîne la formation de glaciers et d'une érosion fluvioglaciaire (vallées, cirques, moraines, ombilics, etc) dans toute la chaîne des Pyrénées.
3. Depuis l'Holocène, à partir de −10 000 ans, un redoux climatique entraîne la disparition des glaciers et la formation dans leur sillage de nombreux lacs glaciaires qui sont de deux sortes, :
- le lac de verrou qui se forme dans un ombilic glaciaire formant un creux naturel et terminé par un verrou glaciaire rocheux.
- le lac de moraine qui se forme derrière une moraine agissant comme un barrage naturel.

## Faune et flore
La végétation autour du lac est caractéristique d'un étagement altitudinal de type alpin.

## Protection environnementale
Le lac fait partie d'une zone naturelle protégée, classée ZNIEFF de type 2 : Vallées de Barèges et de Luz.